# Кумертаузький вугільний розріз
Кумертаузький вугільний розріз — колишнє підприємство ліквідованого в 2000-х роках російського об'єднання «Башкирвугілля». Містоутворююче підприємство міста Кумертау у 1940-х — 1990-х роках. Один вугільний пласт потужністю 30 м. Глибина розробки 190 м. Буре вугілля.
Розріз розташовано в 4 км від міста Кумертау, на півдні Республіки Башкортостан. До нього від міста підходить залізнична гілка та автомобільна дорога. Повз північну та східну межу розрізу йде автострада Уфа — Оренбург.

## Історія
1947 року розпочалося будівництво розрізу, 1949 року було проведено вибухові роботи. Перше вугілля видобули 4 березня 1952 року.
Для брикетування видобутого вугілля було побудовано Кумертаузьку брикетну фабрику, першу чергу якої запустили 1955 року. Комплекс забезпечував 40 % виробництва брикетів бурого вугілля для ТЕЦ у СРСР. Загальна продукція комплексу склала більше 76 млн тонн.
Брикетну фабрику було зачинено в кінці 1999 року як нерентабельну, у 2000 році ліквідовано й вугільний розріз разом з ЗАТ «Башкирвугілля».

## Сучасний стан
Вироблений об'єм кар'єру затоплений ґрунтовими водами. Глибина водойми від 65 до 95 м, площа — близько 126 тыс. м2. З метою убезпечити місто від підтоплення ведуться гідротехнічні роботи.